# Грёз, Лилиан

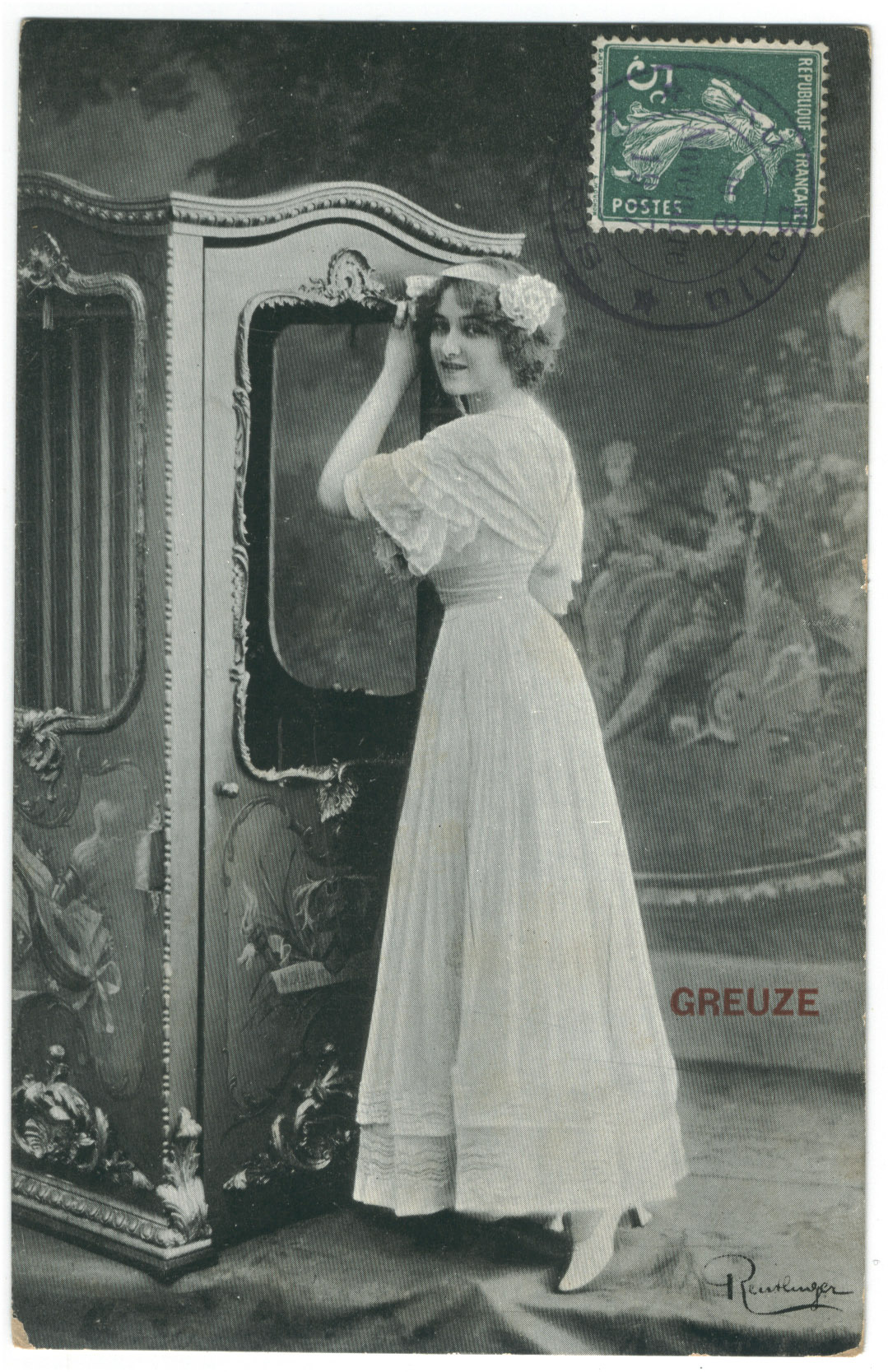
Лилиан Грёз на фотооткрытке. 1907 г.

Лилиан Грёз (фр. Lillian Greuze; 1890, Париж-1950) — французская актриса
 театра и кино, фотомодель, чья карьера длилась более тридцати лет: сначала на театральной сцене, затем в кино, в том числе немом.

## Биография
Начинала в театральных ролях молоденьких инженю. На неё обратила внимание и поддержала Сара Бернар.
Снималась в качестве модели для нескольких домов моды, при создании фотооткрыток и рекламных постеров для кинотеатров и театров.
В 1907 году выступила на сцене Théâtre du Gymnase Marie-Bell вместе с Полер и Роджером Винсентом.
На американской сцене дебютировала в 1915 году во Французском театре (French Theater) на 441-й Вест-стрит в Манхэттене, Нью-Йорк, в юмористическом скетче «English School». Критики отмечали её умение говорить на сцене. 

Произношение и модуляция голоса Л. Грёз были настолько совершенны, что каждый слог можно было отчетливо слышать в задней части зала.
Рецензии на её игру также были положительными, где особое внимание уделялось веселой манере Л. Грёз и способности проказничать в пределах сцены.
Играла в Парижских театрах Елисейских полей, Театре де ла Вилль, Одеон, Théâtre du Gymnase Marie-Bell, Théâtre Marigny, Théâtre de l’Athénée Louis-Jouvet и других.
С 1910 года снималась в немом кино. Актёрская карьера Л. Грёз продолжалась во Франции, Германии и Италии до 1930-х годов. Играла в фильмах режиссёров Андре Кальметта, Джорджа Фицмориса, Марио Казерини, Макса Линдера и других.
Во время Первой мировой войны с 1917 года Грёз работала в Красном Кресте на Западном фронте. Служила медсестрой в госпитале, которым руководила принцесса Генриетта Бельгийская.

## Избранная фильмография
- 1910 : Au temps des premiers chrétiens
- 1914 : Cuisinier par amour — Лили
- 1917 : The Recoil — Мариан Сомерсет
- 1917 : Max médecin malgré lui
- 1918 : Hier et aujourd’hui — Бланш де Ги-Шатель
- 1918 : Simone de Camille — Симона
- 1918 : L'Âme du bronze
- 1919 : Tragedia senza lagrime
- 1934 : Fanatisme — графиня Валевская
- 1934 : Maître Bolbec et son mari — Магда Крамсен
- 1935 : Le Clown Bux